# Yassin al-Haj Saleh
Yassin al-Haj Saleh (né le 1er février 1961 à Racca) est un écrivain syrien et l'un des intellectuels opposants au régime les plus connus. Il écrit sur des sujets politiques, sociaux et culturels reliés à la Syrie et plus globalement sur le monde arabe. Il a été emprisonné 16 années pour sa participation au Parti communiste syrien.

## Biographie
« Fervent marxiste sous un régime répressif », il a été emprisonné de 1980 à 1996, pour sa participation au Parti communiste syrien (devenu depuis 2005 le Parti du peuple démocratique syrien). Sa détention est liée au fait que, contrairement à certains de ses camarades communistes, il milite déjà pour un refus de compromis avec le régime et une voie dissidente démocrate. Ses 14 premières années de détention sont relativement « négociables » : même interrogé et torturé, sa vie n'est pas en danger. Il peut recevoir des visites et des livres. Il affirme : « Les livres m’ont sauvé. J’adore lire et j’ai appris plus en prison qu’à l’université ». Les deux dernières années, ses conditions de détention se détériorent et il passe une seizième année extrêmement dure dans la « terrible prison de Palmyre »,,.
En 2012, il reçoit le Prix du Prince Claus, qui lui est décerné pour rendre « un hommage au peuple syrien et à la révolution syrienne ». Il ne peut aller chercher le prix car il vit à ce moment-là dissimulé en Syrie,.
Il vit deux ans caché dans une banlieue de Damas, une zone sous contrôle du régime, puis rejoint des zones tenues par les rebelles, d'abord à Douma puis à Raqqa, sa ville de naissance. Son frère est arrêté et détenu à Raqqa par l'État islamique à partir de l'été 2013,. Son deuxième frère est lui aussi enlevé à Raqqa par l’État islamique. Selon Libération, « à son long défi à la dictature de la famille Al-Assad s’est ajouté le combat contre le nouveau monstre jihadiste ». Fin 2013, il se réfugie en Turquie. En 2017, il vit à Istanbul. 
Al-Haj Saleh est marié avec Samira Khalil, une dissidente communiste portée disparue depuis son enlèvement à Douma, probablement par un « groupe armé salafiste », Jaish al-Islam, en décembre 2013 avec ses 3 collègues, également  militants, Razan Zeitouneh, Waël Hamada, et Nazem Al-Hamadi , .

## Renommée
Selon le politologue franco-libanais Ziad Majed, après sa sortie de prison, Yassin al-Haj Saleh « s'est imposé comme l'un des meilleurs écrivains politiques syriens et arabes ». Un article d'Al-Jazeera de 2014 le présente comme étant « l'un des écrivains et dissidents politiques les plus en vue de la Syrie », et un article de The New Arab (en) en 2017 comme le « principal dissident intellectuel syrien ». Selon Libération en 2016, Yassin al-Haj Saleh « est une figure influente et respectée de l’opposition démocratique syrienne pour son engagement personnel dans l’action politique comme pour ses analyses ». Le JDD le qualifie de « grande figure de l'opposition syrienne », Mediapart de « grande figure intellectuelle de l’opposition syrienne ».

## Travaux
Al-Haj Saleh a publié de nombreux ouvrages et écrit des articles notamment pour le Al-Hayat newspaper, le journal de gauche égyptien Al-Bosla, ou le journal en ligne syrien The Republic. La plupart de ses ouvrages sont écrits en arabe.
- Syria in the Shadow: Glimpses Inside the Black Box (2009, Dar Jidar);
- Walking on One Foot (2011, Dar al-Adab, Beirut), une collection de 52 essais sur la Syrie, écrits entre 2006 et 2010;
- Salvation O Boys: 16 Years in Syrian Prisons (2012, Dar al-Saqi, Beirut); Récits d'une Syrie oubliée : Sortir la mémoire des prisons (2015, Les Prairies Ordinaires)
- The Myths of the Latters: A Critique of Contemporary Islam and a Critique of its Critique (2012, Dar al-Saqi, Beirut);
- Deliverance or Destruction? Syria at a Crossroads (2014, Cairo Institute for Human Rights Studies).
- La question syrienne (2016, Actes Sud).
- The Impossible Revolution: Making Sense of the Syrian Tragedy (2017, Hurst Publishers, London). [en anglais]